# 蕭新晟
蕭新晟（英語：Hsiao Hsin-cheng，1982年12月9日—），台灣創業家、紐約新創工程師，國家寶藏發起人。在就讀師大附中時到美國唸書，先後就讀美國加州大學洛杉磯分校物理系，以及紐約石溪大學物理博士班。
蕭新晟曾協助草創紐約哲學星期五，以及主辦紐約g0v零時政府黑客松。曾任時代力量黨員，並於 2018年代表時代力量參選臺北市議員。2019年10月5日，蕭新晟發表聲明表示「如果在『壯大時力』與『抗中保台』之間只能擇其一，我會毫不猶豫地選擇後者」，宣布辭去時代力量決策委員並退黨。
2021年，蕭新晟創立應援科技，是一款為社會團體打造的「一站式支持者關係經營平台」，方便經營者管理金流與支持者關係。

## 生平

### 留學生涯
蕭新晟在2000年就讀師大附中二年級時，隻身前往美國留學。2005年在美國加州大學洛杉磯分校(UCLA)取得物理學士並獲得系上最高榮譽以及校內拉丁文學位榮譽Magna Cum Laude。2007年取得UCLA物理碩士學位後，遠赴美東紐約長島上的紐約州立石溪大學，攻讀理論物理博士學位。2012博士肄業離校。

### 新創工程師
蕭新晟在離開學術研究後，在美國紐約參與多間新創公司團隊，擔任資深工程師、科技長及共同發起人等角色。

### 發起國家寶藏
抱著對台灣的感情，以及對家鄉歷史的高度興趣，長年旅居美國的蕭新晟與友人莊士杰等人在2016年參加台灣線上社群「g0v零時政府」舉辦的「黑客松」活動，提出「國家寶藏」（Taiwan National Treasure）專案計畫，透過自行開發App，到美國國家檔案局（NARA）、美國國會圖書館、聯合國檔案館、史丹佛大學胡佛研究所等機構，挖掘與台灣有關，但埋藏在海外的歷史文獻。蕭新晟表示，當時友人轉告有位台灣中央研究院的學者到NARA找檔案做研究，因此有了啟動「國家寶藏」計畫的想法，最後提案獲選，得到g0v獎助金贊助的新台幣50萬元，正式開始挖寶任務。「6個月的任務期限，我們大約3個月就完成App開發」，蕭新晟坦言，技術建置是整個計畫中最困難的部分，因此他辭去原本的工程師工作，全心投入「國家寶藏」計畫。

### 參選台北市議員

#### 臺北市第二選舉區（內湖區、南港區）
- 應選出名額：9席 ，含婦女保障名額：2席
- 選舉人數：324,266
- 投票數（投票率）：216,602（66.80%）
- 有效票（比率）：210,978（97.40%），無效票（比率）：5,624（2.60%）

應受到藍綠夾攻 無法順利當選
| 號次 | 候選人 | 性別 | 政黨          | 得票數 | 得票率 | 當選標記 |
| ---- | ------ | ---- | ------------- | ------ | ------ | -------- |
| 1    | 闕枚莎 | 女   | 中國國民黨    | 24,248 | 11.49% |          |
| 2    | 王孝維 | 男   | 民主進步黨    | 11,780 | 5.58%  |          |
| 3    | 陳義洲 | 男   | 中國國民黨    | 13,947 | 6.61%  |          |
| 4    | 李明賢 | 男   | 中國國民黨    | 20,198 | 9.57%  |          |
| 5    | 李建昌 | 男   | 民主進步黨    | 12,588 | 5.97%  |          |
| 6    | 黃珊珊 | 女   | 親民黨        | 26,113 | 12.38% |          |
| 7    | 游淑慧 | 女   | 中國國民黨    | 20,013 | 9.49%  |          |
| 8    | 蕭新晟 | 男   | 時代力量      | 8,502  | 4.03%  |          |
| 9    | 蕭筱臻 | 女   | 基進黨        | 1,195  | 0.57%  |          |
| 10   | 吳世正 | 男   | 中國國民黨    | 13,208 | 6.26%  |          |
| 11   | 高嘉瑜 | 女   | 民主進步黨    | 34,285 | 16.25% |          |
| 12   | 陳又新 | 男   | 社 社會民主黨 | 5,037  | 2.39%  |          |
| 13   | 江志銘 | 男   | 民主進步黨    | 12,825 | 6.08%  |          |
| 14   | 吳曉東 | 男   | 樹黨          | 1,166  | 0.55%  |          |
| 15   | 趙家蓉 | 女   | 新黨          | 5,873  | 2.78%  |          |

2018年11月25日，獲8,502位選民支持，未能當選。

### 創業
有鑑於曾發起非營利組織「國家寶藏」，也曾親身參與過選舉，發現許多組織或是資源較少的候選人都需要自己同時負責募款、名單管理、金流等管理，但市面上卻沒有適合的工具、或是金流體驗很差，因而埋下了創業的念頭。2021年，與夥伴共同創辦「應援科技」，打造「一站式支持者關係經營平台」，提供組織建立募款活動頁面，並整合金流、CRM等服務，也可以進一步管理捐贈者名單、進行互動，一站式提供所有募款所需的功能。蕭新晟希望可以讓不論是組織、公益團體還是候選人一個方便作業的平台，即便沒有網頁或科技背景，也能很快速的開啟一個自己的頁面，開始對大眾闡述自己的理念與募款。。

## 外部連結
- 蕭新晟的Facebook專頁